# Морвен (Джорджія)
Морвен (англ. Morven) — місто (англ. city) в США, в окрузі Брукс штату Джорджія. Населення — 506 осіб (2020).

## Географія
Морвен розташований за координатами 30°56′38″ пн. ш. 83°30′0″ зх. д. / 30.94389° пн. ш. 83.50000° зх. д. (30.943977, -83.499976).  За даними Бюро перепису населення США в 2010 році місто мало площу 4,51 км², з яких 4,47 км² — суходіл та 0,04 км² — водойми.

## Демографія
Згідно з переписом 2010 року, у місті мешкало 565 осіб у 219 домогосподарствах у складі 137 родин. Густота населення становила 125 осіб/км².  Було 248 помешкань (55/км²).
Расовий склад населення:
| - 56,8 % — чорних або афроамериканців - 36,5 % — білих - 0,2 % — вихідців з тихоокеанських островів - 0,2 % — корінних американців - 5,5 % — осіб інших рас |

До двох чи більше рас належало 0,9 %. Частка іспаномовних становила 8,5 % від усіх жителів.
За віковим діапазоном населення розподілялося таким чином: 24,8 % — особи молодші 18 років, 63,9 % — особи у віці 18—64 років, 11,3 % — особи у віці 65 років та старші. Медіана віку мешканця становила 39,8 року. На 100 осіб жіночої статі у місті припадало 90,2 чоловіків;  на 100 жінок у віці від 18 років та старших — 84,8 чоловіків також старших 18 років.
Середній дохід на одне домашнє господарство  становив 45 464 долари США (медіана — 28 073), а середній дохід на одну сім'ю — 50 705 доларів (медіана — 26 339). За межею бідності перебувало 25,1 % осіб, у тому числі 27,1 % дітей у віці до 18 років та 27,9 % осіб у віці 65 років та старших.
Цивільне працевлаштоване населення становило 177 осіб. Основні галузі зайнятості: сільське господарство, лісництво, риболовля — 16,9 %, виробництво — 15,8 %, публічна адміністрація — 14,7 %, освіта, охорона здоров'я та соціальна допомога — 14,7 %.